# Raptawicki Mur

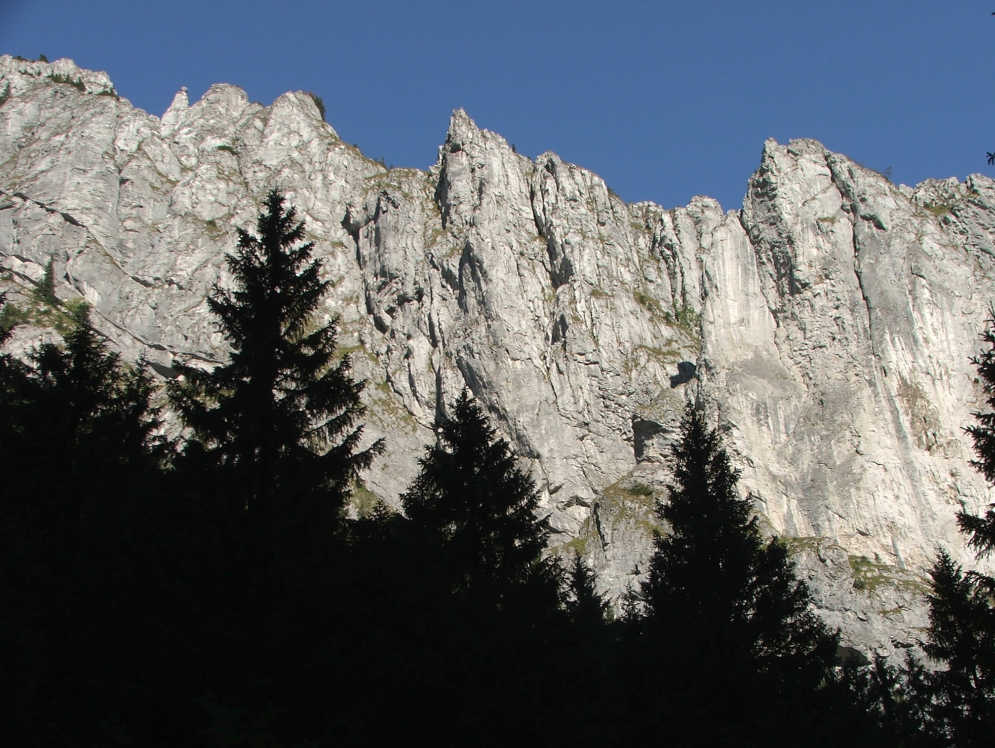
Raptawicki Mur

Raptawicki Mur – stroma południowa ściana Raptawickiej Grani ponad Doliną Kościeliską w Tatrach Zachodnich. Ma wysokość do 160 m i zbudowana jest ze skał wapiennych i dolomitów. Ogranicza ją od północy niewielki żleb uchodzący do głównej gałęzi Doliny Kościeliskiej, a oddzielony niewybitnym grzbietem od Doliny Smytniej. W Raptawickim Murze znajdują się liczne jaskinie (m.in. Korytarzyk w Czarnych Turniach, Szczelina w Uwozisku, Koliba w Smytniej, Jaskinia przy Żlebie, Dziura nad Mylną i Meanderek nad Mylną) oraz drogi wspinaczkowe o dużym stopniu trudności. W 1981 r. miało tu miejsce pierwsze klasyczne przejście tzw. Szarego Zacięcia (VII+ w skali trudności dróg skalnych), które otworzyło nową generację klasycznych dróg wspinaczkowych w polskich Tatrach. Dla turystyki rejon Doliny Smytniej i Raptawickiej Grani jest niedostępny.